# Katrina Lenk
Katrina Lenk est une actrice, chanteuse, musicienne et compositrice américaine. Elle est connue pour avoir joué le rôle de Dina dans la comédie musicale de Broadway The Band's Visit, pour laquelle elle a remporté le Tony Award 2018 de la meilleure actrice dans une comédie musicale. Elle a également joué dans les productions Broadway de Spider-Man: Turn Off the Dark, Once, Indecent et Company, ainsi que des rôles dans des productions théâtrales régionales.

## Biographie
Lenk est née à Chicago, dans l'Illinois,. Elle est diplômée de la School of Music de l'Université Northwestern en 1997, avec une spécialisation en alto et en théâtre musical,,,.

## Filmographie

### Cinéma

#### Longs métrages
- 2005 : Space Daze de John Wesley Norton : Elania Hoffman
- 2007 : Crime Fiction de Will Slocombe : Lauren
- 2016 : Élan Vital de Jason J. Loya : Christine
- 2016 : Evol de Mike Perrone : Yolanda
- 2019 : Love Is Blind de Monty Whitebloom et Andy Delaney : Dr Shine

#### Courts métrages
- 2004 : Liar! de Francisco Roel : Moira
- 2004 : Volare de Tamela D'Amico : Candy
- 2006 : Kiss Me in the Dark de Barry Gilbert : Une femme
- 2009 : Preservation de Loris Lai : Viola / Vera
- 2009 : Love on the Tundra de Dana Turken : Alexia
- 2010 : Chateau Belvedere de Patryk Dawid Chlastawa : Genevieve Masolowski
- 2012 : Arthur and the Bunnies de Dana Turken : Sara
- 2013 : One for My Baby de Bryce Prevatte : Une actrice
- 2014 : The Vigilante de Kaz Firpo : Agent Stansfield
- 2015 : FracKtured de Sabrina McCormick : Del

### Télévision

#### Séries télévisées
- 2003 : Will et Grace (Will & Grace) : Martha
- 2006 : According to Jim : Une infirmière
- 2014 : Blacklist (The Blacklist) : Carrie Anne Beck
- 2015 : Elementary : Sonia
- 2016 : Miss Teri : Meta
- 2017 : The Get Down : Ruby Con
- 2017 - 2018 : The Good Fight : Naftali Amato
- 2017 - 2018 : La fabuleuse Mme Maisel ((The Marvelous Mrs Maisel) : Mme Cosma
- 2019 : The Village : Claire Danville
- 2020 : Her Voice : Mary King
- 2020 : Tommy : Kiley Mills
- 2020 - 2022 : Ozark : Clare Shaw

## Récompenses et nominations
| Année | Récompenses                                   | Catégorie                                                                                 | Œuvre            | Résultat   | Ref    |
| ----- | --------------------------------------------- | ----------------------------------------------------------------------------------------- | ---------------- | ---------- | ------ |
| 2017  | Theatre World Award                           | Dorothy Loudon Award for Excellence in the Theatre                                        |                  | Lauréat    | [ 7 ]  |
| 2017  | Outer Critics Circle Award                    | Outstanding Featured Actress in a Play                                                    | Indecent         | Nomination | [ 8 ]  |
| 2017  | Outer Critics Circle Award                    | Outstanding Actress in a Musical                                                          | The Band's Visit | Nomination | [ 8 ]  |
| 2017  | Lucille Lortel Award                          | Outstanding Lead Actress in a Musical                                                     | The Band's Visit | Lauréat    | [ 9 ]  |
| 2018  | Tony Award                                    | Best Actress in a Musical                                                                 | The Band's Visit | Lauréat    | [ 10 ] |
| 2018  | Drama League Award                            | Distinguished Performance                                                                 | The Band's Visit | Nomination | [ 11 ] |
| 2018  | Chita Rivera Award for Dance and Choreography | Outstanding Female Dancer in a Broadway Show                                              | The Band's Visit | Nomination | [ 12 ] |
| 2019  | Grammy Award                                  | Best Musical Theater Album                                                                | The Band's Visit | Lauréat    | [ 13 ] |
| 2019  | Daytime Emmy Award                            | Outstanding Musical Performance in a Daytime Program (avec la troupe de The Band's Visit) | The Band's Visit | Lauréat    | [ 14 ] |